# تپه سمیران
تپه سمیران مربوط به عصر مس و سنگ - دوره اشکانیان است و در شهرستان اسدآباد، بخش مرکزی، روستای سمیران واقع شده و این اثر در تاریخ ۱۰ بهمن ۱۳۸۳ با شمارهٔ ثبت ۱۱۳۶۹ به‌عنوان یکی از آثار ملی ایران به ثبت رسیده است.